# Rennertshofen
Rennertshofen este o comună din districtul Neuburg-Schrobenhausen, regiunea administrativă Bavaria Superioară, landul Bavaria, Germania.